# Anthony Johnson (MMA)
Pour les articles homonymes, voir Anthony Johnson et Johnson.
Anthony Johnson, né le 6 mars 1984 à Dublin en Géorgie et mort le 13 novembre 2022, est un pratiquant américain d'arts martiaux mixtes (MMA).

## Carrière
Anthony Johnson commence son parcours professionnel en 2006 et intègre l'Ultimate Fighting Championship l'année d'après. Il possède alors un physique imposant dans la catégorie des poids mi-moyens, mais les pertes de poids imposées lui font rater la pesée à plusieurs reprises. Johnson continue finalement sa carrière chez les poids moyens à partir de 2012, ce qui ne l'empêche pas de se présenter encore au-delà de la limite lors de la première pesée. Libéré de son contrat à la suite de ce nouveau désagrément, il passe notamment par l'organisation Professional Fighters League. Après de bonnes performances, il retrouve le chemin de l'UFC pour devenir un concurrent sérieux dans la catégorie des poids mi-lourds entre 2014 et 2017. Anthony Johnson annonce sa retraite cette année-là après avoir échoué à ravir la ceinture de Daniel Cormier. Il revient cependant deux ans plus tard pour combattre au sein du Bellator MMA.

## En arts martiaux mixtes

### Ultimate Fighting Championship
Anthony Johnson débute à l'UFC le 12 juin 2007 dans la catégorie des poids mi-moyens  contre Chad Reiner, à l'UFC Fight Night 10, il gagne par KO au premier round en 13 secondes.
À l'UFC 76, le 22 septembre 2007, il perd par soumission au deuxième round contre Rich Clementi.
À l'UFC Fight Night 13, il bat Tommy Speer par KO au bout de 51 secondes.
Le 19 juillet 2008, à l'UFC Fight Night 14, il perd par TKO au 3e round contre Kevin Burns, à cause d'une blessure à l'œil.
Il prend sa revanche contre Burns le 13 décembre 2008, en gagnant par KO sur coup de pied à la tête au troisième round.
À l'UFC Fight Night 17, il bat Luigi Fioravanti par KO au premier round.
Le 4 octobre 2009, à l'UFC 104, il bat le Japonais Yoshiyuki Yoshida par KO en 41 secondes.
À l'UFC 106, il perd par soumission au deuxième round contre Josh Koscheck.
Le 26 mars 2011, à l'UFC Fight Night 24, il bat l'Anglais Dan Hardy par décision.
À l'UFC on Versus 6, il bat Charlie Brenneman par KO au premier.
Anthony Johnson décide de combattre en poids moyen, il affronte le Brésilien Vitor Belfort au Brésil à l'UFC 142, le 14 janvier 2012. Il est pesé au-dessus du poids autorisé, le combat se fait donc en poids intermédiaire en dessous des 93 kilos (205 livres).
Johnson domine le début du combat mais le Brésilien reprend le dessus et gagne par étranglement arrière à la fin du premier round.
Il est ensuite licencié de l'UFC pour s'être présenté au-dessus de la limite de poids autorisée pour les poids moyens.

### Retour à l'UFC
Son parcours sans défaite en dehors de l'UFC permet à Anthony Johnson d'être annoncé de retour dans la plus importante organisation mondiale en février 2014. À cette occasion, il est programmé pour affronter Phil Davis en second combat principal de l'UFC 172, le 26 avril 2014 et dans la division des poids mi-lourds.
En imposant un combat debout au lutteur, Johnson surclasse son adversaire sur les trois rounds et l'emporte alors clairement par décision unanime (30-27, 30-27, 30-27).
Anthony Johnson est alors rapidement prévu face au Brésilien Antônio Rogério Nogueira pour la suite de son nouveau parcours à l'UFC. Les deux hommes s'affrontent le 26 juillet à San José, en second combat principal de l'UFC on Fox 12.
Il faut ce soir là moins d'une minute à l'Américain pour envoyer au tapis Nogueira par un puissant coup de poing et remporter le match par KO.
Cette nouvelle victoire lui vaut un bonus de performance de la soirée
et le place ainsi au sein des prochains prétendants pressentis à la ceinture des poids mi-lourds de l'UFC.
En septembre 2014, la mère de ses deux enfants l'accuse de violence domestique.
Johnson clame rapidement son innocence, mais l'UFC décide de le suspendre le temps que la lumière soit faite sur cette affaire.
Après investigations, aucune accusation n'est retenue envers le combattant qui peut par conséquent réintégrer les effectifs de l'organisation de MMA.
Sa carrière continue donc face à Alexander Gustafsson en vedette de l'UFC on Fox 14, le 24 janvier 2015, à Stockholm. Le vainqueur est alors promis à une chance pour le titre.
Johnson domine le Suédois sur ses terres et finit par remporter le combat par TKO dès le premier round quand ce dernier ne propose plus rien pour se défendre en position quadrupédique.
L'Américain est à nouveau gratifié à cette occasion d'un bonus de performance de la soirée.
Un combat pour le titre face au champion Jon Jones est annoncé pour le 23 mai 2015, en tête d'affiche de l'UFC 187.
Mais Jones est destitué de sa ceinture et suspendu indéfiniment par l'UFC après avoir été impliqué dans un délit de fuite suivant un accident de la route. C'est alors un ancien prétendant au titre et lutteur olympique, Daniel Cormier, qui le remplace et affronte Johnson pour le titre vacant.
Après avoir envoyé un puissant coup de poing du droit qui fait chanceler Cormier dès le début du combat, Johnson ne peut contenir la lutte de son adversaire. Il perd l'affrontement par soumission en étranglement arrière à la moitié de la troisième reprise et l'occasion de s'emparer de la ceinture.
Le 20 août 2016 il gagne très rapidement par KO face a Glover Teixeira, pourtant réputé bon encaisseur, d'un uppercut au menton en treize secondes et se repositionne pour le titre des poids mi-lourds de l'UFC.
Le 8 avril 2017, Johnson affronte le champion Daniel Cormier pour la seconde fois. Il se fait soumettre au second round et annonce son retrait de la compétition à la suite de cette défaite.

### Bellator (2021)
En 2020, il rejoint le Bellator, il disputera le dernier match de sa carrière le 7 mai 2021, battant rapidement Jose Augusto Azevedo Barros par K.O. au deuxième round (1 min 30 s) par K.O. à la suite d'un enchaînement de coups poings.

## Distinctions
- Ultimate Fighting Championship
  - Combat de la soirée (une fois) (contre Jimi Manuwa)
  - Performance de la soirée (quatre fois)
  - KO de la soirée (deux fois)

## Palmarès en arts martiaux mixtes
| 29 combats     | 23 victoires | 6 défaites |
| Par KO         | 17           | 1          |
| Par soumission | 0            | 5          |
| Sur décision   | 6            | 0          |

| Résultat | Record | Adversaire               | Méthode                           | Événement                            | Date              | Round | Temps | Lieu                                  | Notes                                                                                            |
| -------- | ------ | ------------------------ | --------------------------------- | ------------------------------------ | ----------------- | ----- | ----- | ------------------------------------- | ------------------------------------------------------------------------------------------------ |
| Victoire | 23-6   | José Augusto Azedevo     | KO (coup de poing)                | Bellator 258                         | 7 mai 2021        | 2     | 1:30  | Uncasville, Connecticut États-Unis    |                                                                                                  |
| Défaite  | 22-6   | Daniel Cormier           | Soumission (étranglement arrière) | UFC 210: Cormier vs. Johnson II      | 8 avril 2017      | 2     | 3:37  | Buffalo, New York, États-Unis         | Pour le titre des poids mi-lourds de l'UFC. Johnson annonce son retrait de la compétition.       |
| Victoire | 22-5   | Glover Teixeira          | KO (coup de poing)                | UFC 202: Diaz vs. McGregor II        | 20 août 2016      | 1     | 0:13  | Las Vegas, Nevada, États-Unis         |                                                                                                  |
| Victoire | 21-5   | Ryan Bader               | TKO (coups de poing)              | UFC on Fox: Johnson vs. Bader        | 30 janvier 2016   | 1     | 1:26  | Newark, New Jersey, États-Unis        | Performance de la soirée.                                                                        |
| Victoire | 20-5   | Jimi Manuwa              | KO (coups de poing)               | UFC 191: Johnson vs. Dodson II       | 5 septembre 2015  | 2     | 0:28  | Las Vegas, Nevada, États-Unis         | Performance de la soirée.                                                                        |
| Défaite  | 19-5   | Daniel Cormier           | Soumission (étranglement arrière) | UFC 187: Johnson vs. Cormier         | 23 mai 2015       | 3     | 2:39  | Las Vegas, Nevada, États-Unis         | Pour le titre des poids mi-lourds de l'UFC.                                                      |
| Victoire | 19-4   | Alexander Gustafsson     | TKO (coups de poing)              | UFC on Fox: Gustafsson vs. Johnson   | 24 janvier 2015   | 1     | 2:15  | Stockholm, Suède                      | Performance de la soirée.                                                                        |
| Victoire | 18-4   | Antônio Rogério Nogueira | KO (coups de poing)               | UFC on Fox: Lawler vs. Brown         | 26 juillet 2014   | 1     | 0:44  | San José, Californie, États-Unis      | Performance de la soirée.                                                                        |
| Victoire | 17-4   | Phil Davis               | Décision unanime                  | UFC 172: Jones vs. Teixeira          | 26 avril 2014     | 3     | 5:00  | Baltimore, Maryland, États-Unis       |                                                                                                  |
| Victoire | 16-4   | Mike Kyle                | KO (coup de poing)                | WSOF 8: Gaethje vs. Patishnock       | 18 janvier 2014   | 1     | 2:03  | Hollywood, Floride, États-Unis        |                                                                                                  |
| Victoire | 15-4   | Andrei Arlovski          | Décision unanime                  | WSOF 2: Arlovski vs. Johnson         | 23 mars 2013      | 3     | 5:00  | Atlantic City, New Jersey, États-Unis | Combat en poids lourds.                                                                          |
| Victoire | 14-4   | D.J. Linderman           | KO (coup de poing)                | WSOF 1: Arlovski vs. Cole            | 3 novembre 2012   | 1     | 3:58  | Las Vegas, Nevada, États-Unis         |                                                                                                  |
| Victoire | 13-4   | Jake Rosholt             | TKO (coup de pied à la tête)      | Xtreme Fight Night 9                 | 21 septembre 2012 | 2     | 4:22  | Tulsa, Oklahoma, États-Unis           |                                                                                                  |
| Victoire | 12-4   | Esteves Jones            | TKO (coups de poing)              | Titan Fighting Championships 24      | 24 août 2012      | 2     | 0:51  | Kansas City, Kansas, États-Unis       | Début en poids mi-lourds.                                                                        |
| Victoire | 11-4   | David Branch             | Décision unanime                  | Titan Fighting Championships 22      | 25 mai 2012       | 3     | 5:00  | Kansas City, Kansas, États-Unis       | Les deux combattants échouent à la pesée. Combat en poids intermédiaire : 195 lb (89 kg).        |
| Défaite  | 10-4   | Vitor Belfort            | Soumission (étranglement arrière) | UFC 142: Aldo vs. Mendes             | 14 janvier 2012   | 1     | 4:49  | Rio de Janeiro, Brésil                | Début en poids moyen. Johnson échoue à la pesée. Combat en poids intermédiaire : 197 lb (90 kg). |
| Victoire | 10-3   | Charlie Brenneman        | KO (coup de pied à la tête)       | UFC Live: Cruz vs. Johnson           | 1er octobre 2011  | 1     | 2:49  | Montréal, Québec, États-Unis          | KO de la soirée.                                                                                 |
| Victoire | 9-3    | Dan Hardy                | Décision unanime                  | UFC Fight Night: Nogueira vs. Davis  | 26 mars 2011      | 3     | 5:00  | Seattle, Washington, États-Unis       |                                                                                                  |
| Défaite  | 8-2    | Josh Koscheck            | Soumission (étranglement arrière) | UFC 106: Ortiz vs. Griffin II        | 21 novembre 2009  | 2     | 4:47  | Las Vegas, Nevada, États-Unis         | Combat de la soirée.                                                                             |
| Victoire | 8-2    | Yoshiyuki Yoshida        | TKO (coups de poing)              | UFC 104: Machida vs. Shogun          | 24 octobre 2009   | 1     | 0:41  | Los Angeles, Californie, États-Unis   | Johnson échoue à la pesée. Combat en poids intermédiaire : 176 lb (80 kg).                       |
| Victoire | 7-2    | Luigi Fioravanti         | TKO (coups de poing)              | UFC Fight Night: Lauzon vs. Stephens | 7 février 2009    | 1     | 4:39  | Tampa, Floride, États-Unis            |                                                                                                  |
| Victoire | 6-2    | Kevin Burns              | KO (coup de pied à la tête)       | The Ultimate Fighter 8 Finale        | 13 décembre 2008  | 2     | 3:13  | Atlantic City, New Jersey, États-Unis | KO de la soirée.                                                                                 |
| Défaite  | 5-2    | Kevin Burns              | TKO (blessure à l'œil)            | UFC Fight Night: Silva vs. Irvin     | 19 juillet 2008   | 3     | 3:35  | Las Vegas, Nevada, États-Unis         |                                                                                                  |
| Victoire | 5-1    | Tom Speer                | KO (coup de poing)                | UFC Fight Night: Florian vs. Lauzon  | 2 avril 2008      | 1     | 0:51  | Broomfield, Colorado, États-Unis      |                                                                                                  |
| Défaite  | 4-1    | Rich Clementi            | Soumission (étranglement arrière) | UFC 76: Knockout                     | 22 septembre 2007 | 2     | 3:05  | Anaheim, Californie, États-Unis       | Johnson échoue à la pesée. Combat en poids intermédiaire : 177 lb (80 kg).                       |
| Victoire | 4-0    | Chad Reiner              | KO (coups de poing)               | UFC Fight Night: Stout vs. Fisher    | 12 juin 2007      | 1     | 0:13  | Hollywood, Floride, États-Unis        |                                                                                                  |
| Victoire | 3-0    | Keith Wilson             | Décision majoritaire              | Rocky Mountain Nationals: Demolition | 16 septembre 2006 | 2     | 5:00  | Denver, Colorado, États-Unis          |                                                                                                  |
| Victoire | 2-0    | Rich Moskowitz           | Décision unanime                  | Rocky Mountain Nationals: Demolition | 16 septembre 2006 | 2     | 5:00  | Denver, Colorado, États-Unis          |                                                                                                  |
| Victoire | 1-0    | Jonathan Romero          | TKO (coups de poing)              | PF 2: Live MMA                       | 16 août 2006      | 1     | 1:09  | Los Angeles, Californie, États-Unis   |                                                                                                  |